# Igreja de Santa Maria a Virgem (Yielden)
A Igreja de Santa Maria a Virgem é uma igreja listada como Grau I em Yielden, Bedfordshire, na Inglaterra.
É um bom exemplo de igreja de aldeia, principalmente no estilo Decorado.
O cemitério contém os túmulos de guerra da Commonwealth de um soldado do Regimento de Norfolk da Primeira Guerra Mundial e de um aviador da Segunda Guerra Mundial.